# Tanatau
Falcão-de-dorso-cinzento, tanatau ou falcão-mateiro-cinza (Micrastur mirandollei) é uma rara ave falconiforme da família dos falconídeos presente em boa parte da América do Sul. Tais aves chegam a medir até 45 cm de comprimento, com partes superiores cinzento-escuras, inferiores brancas, cauda negra com a ponta e três finas faixas brancas. Também são conhecidas pelo nome de tanató.